# 大山黧豆
大山黧豆（学名：Lathyrus davidii），为豆科山黧豆属下的一个植物种。